# Моральний знос
Мора́льний знос — це знос основних засобів внаслідок створення нових, прогресивніших і економічно ефективніших машин та устаткування. Поява досконаліших видів устаткування з підвищеною продуктивністю робить економічно доцільною заміну діючих основних засобів ще до їхнього фізичного зносу.
Зв = [В(100-І)]:100,
де
- Зв — залишкова вартість основних виробничих засобів;
- В — відновлювальна (первісна) вартість основних виробничих засобів;
- І — ступінь зносу основних виробничих засобів, %.